# Neivamyrmex pauxillus
Neivamyrmex pauxillus är en myrart som först beskrevs av Wheeler 1903.  Neivamyrmex pauxillus ingår i släktet Neivamyrmex och familjen myror. Inga underarter finns listade i Catalogue of Life.

## Bildgalleri

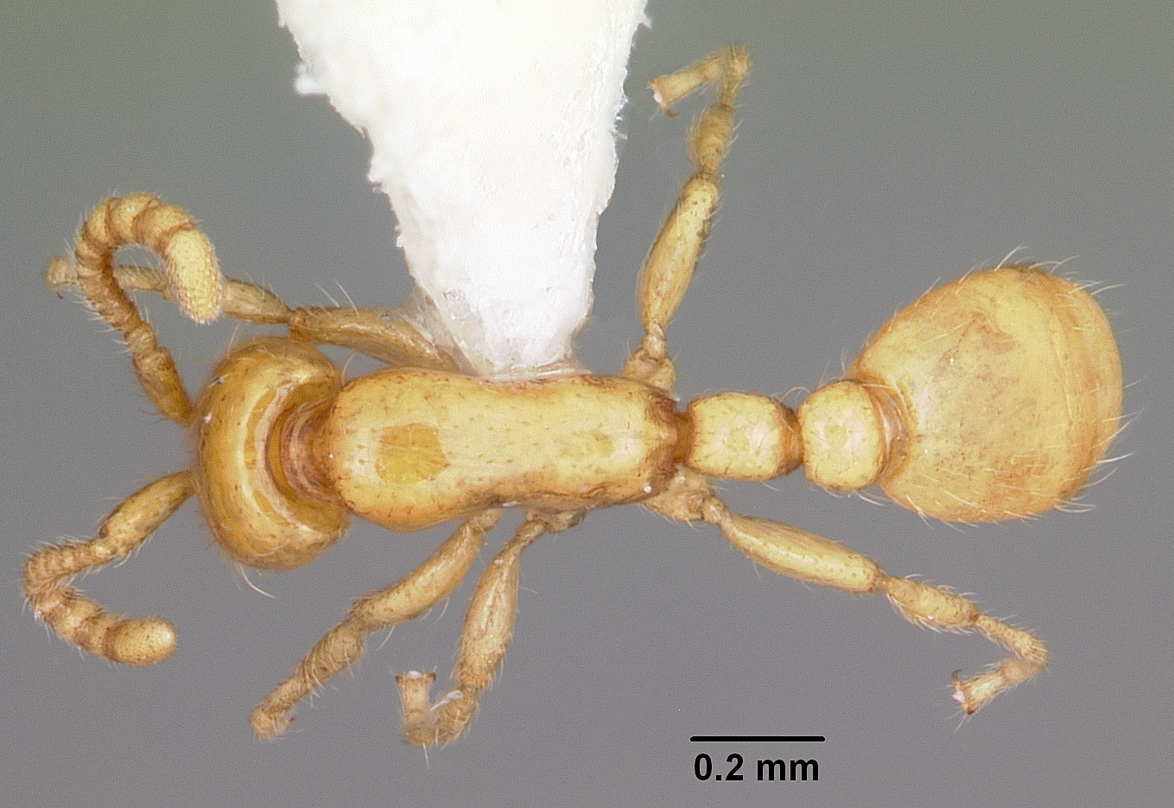
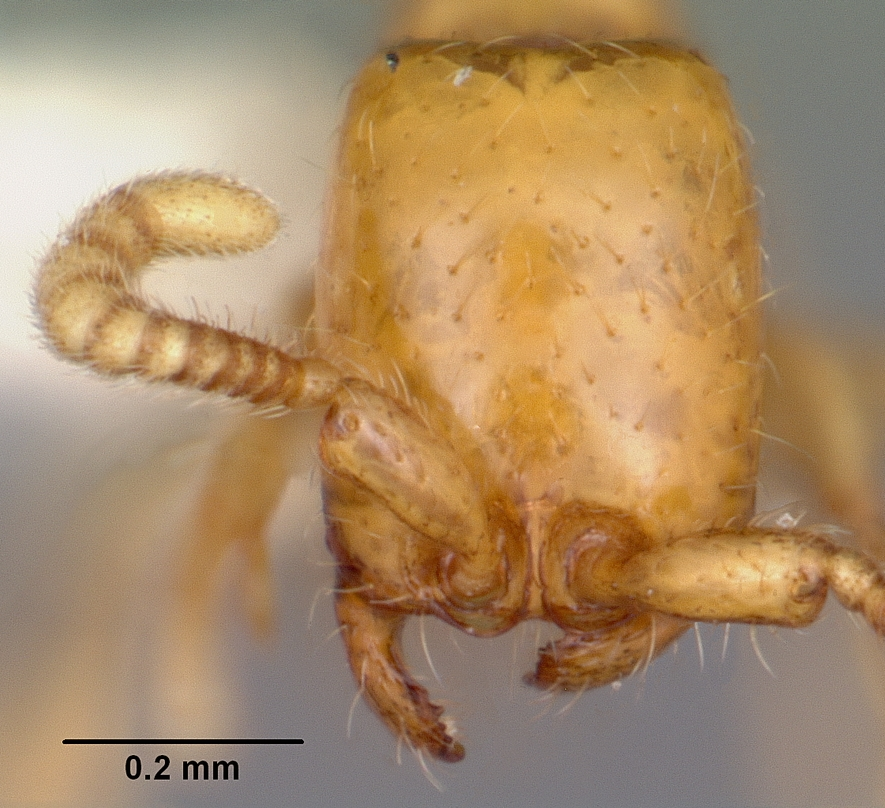
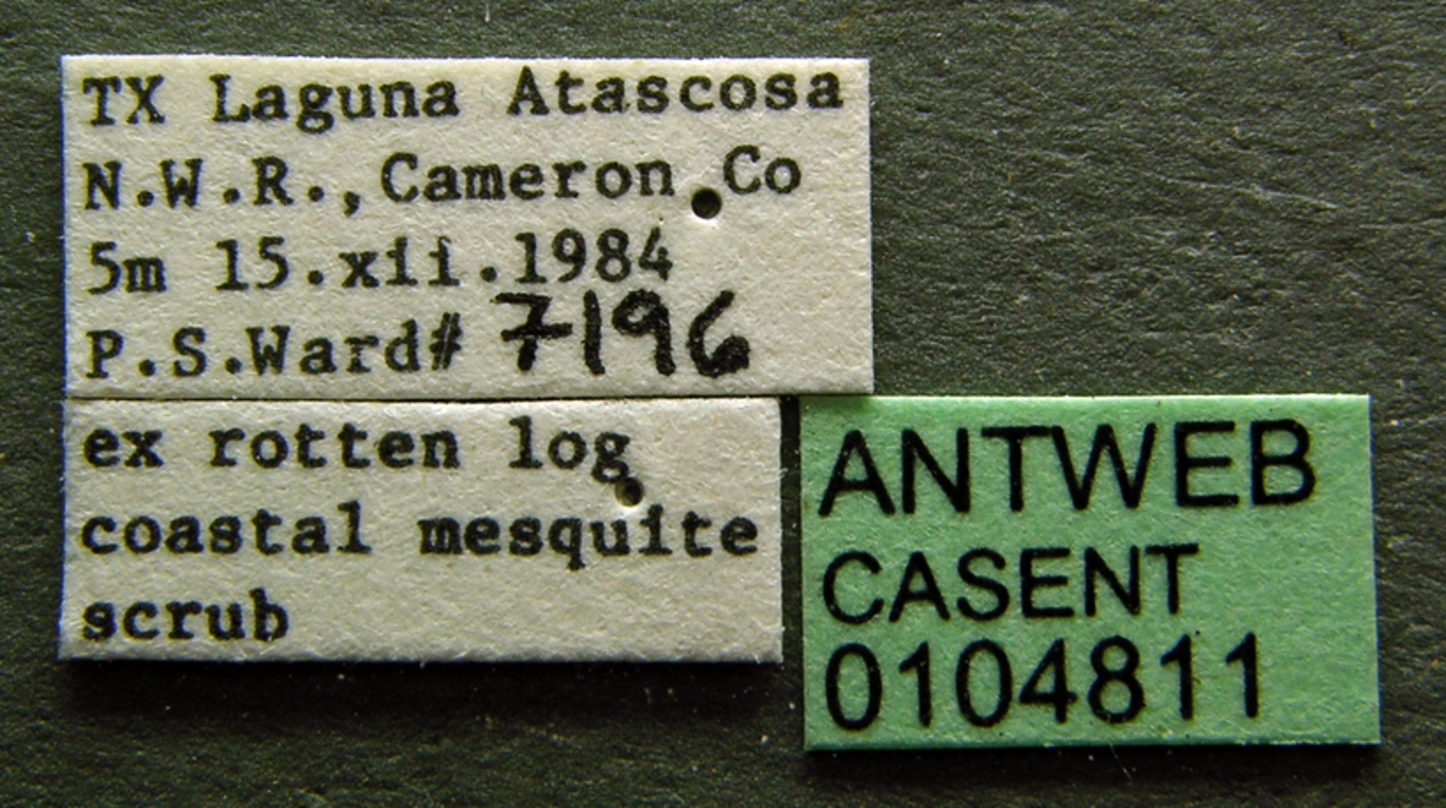
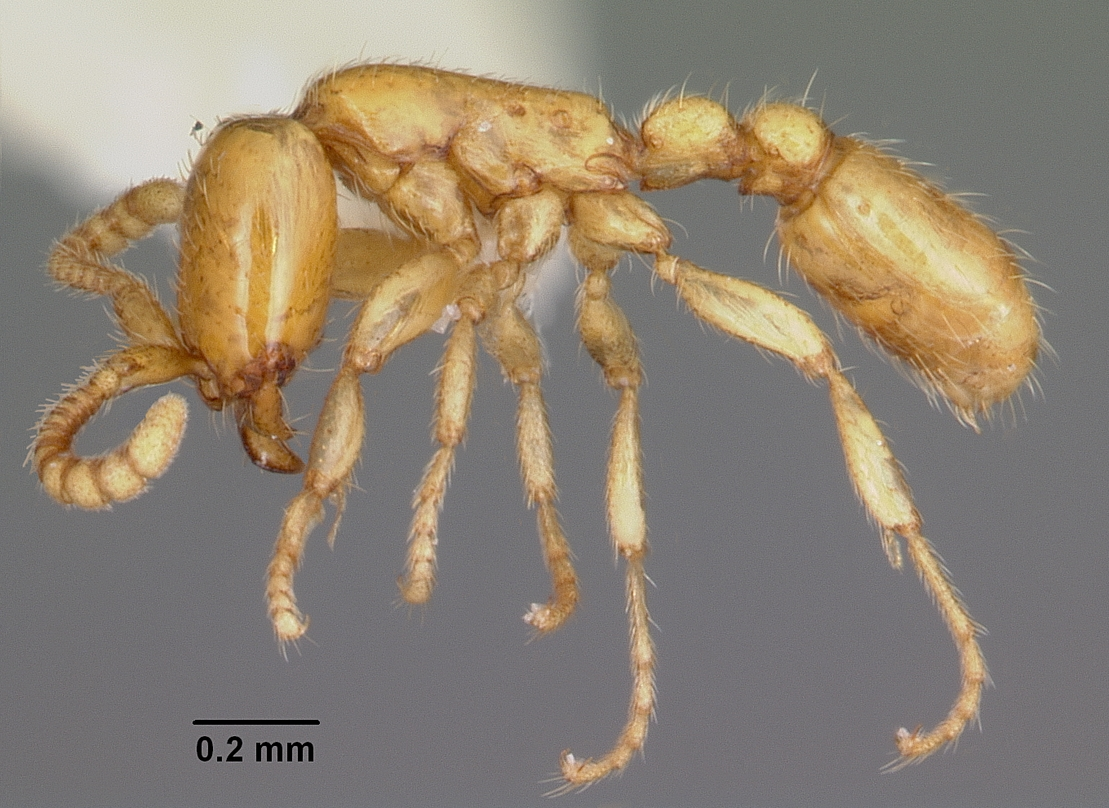